# Карнатка
Рід карнатка (Spizella) - це група американських горобцеподібних з родини Passerellidae.
Картнатки досить маленькі і стрункі, з короткими дзьобами, круглими головами і довгими крилами. Зазвичай вони знаходяться на напіввідкритих ділянках, а поза сезоном гніздування часто шукають поживу дрібними змішаними зграями. До величезного поширення завезеного з Європи горобця хатнього карнатка білоброва (Spizella passerina) вважалась найбільш звичайним «горобчиком» сіл і містечок північноамериканського континенту.

## Систематика
Цей рід раніше був розміщений серед вівсянок Старого Світу в родині Emberizidae. Однак генетичні дослідження показали, що горобці Нового Світу утворюють виразну кладу і, таким чином, він був поміщений у відновленій родині Passerellidae. 

### Види
- Карнатка білоброва (Spizella passerina)
- Карнатка бліда (Spizella pallida)
- Карнатка лучна (Spizella breweri)
  - Spizella breweri taverneri
- Карнатка польова (Spizella pusilla)
- Карнатка сірощока (Spizella wortheni)
- Карнатка чорногорла (Spizella atrogularis)

Вівсянка північна (Spizelloides arborea), раніше була членом цієї групи, але тепер розміщена у власному монотипному роді Spizelloides.